# Бердский залив
Бердский залив — залив (губа) реки Берди у её впадения в Новосибирское водохранилище.
Залив образовался в 1957—1959 годах вместе с водохранилищем, после строительства Новосибирской ГЭС.
Правый берег залива покрыт хвойным лесом и часто имеет форму яров. Левый берег более ровный и в основном используется под пашни. Начиная с конца 2000-х годов, на обоих берегах залива активно производится малоэтажная жилая застройка.
Глубина залива распределяется неравномерно. Глубочайшая точка — 18 метров, при этом в заливе присутствуют многочисленные мели. Течение очень слабое — 0,2 м/с.
На берегах и мелководье остаются руины строений, находившихся на месте залива до его образования.
Бердский залив находится в Новосибирском и Искитимском районах Новосибирской области. Небольшая часть находится в черте города Искитима. Бердск располагается на обоих берегах залива у места соединение его с водохранилищем, но в черту города входят только мосты.